# Plonévez-Porzay
Plonévez-Porzay è un comune francese di 1 719 abitanti situato nel dipartimento del Finistère nella regione della Bretagna.

## Società

### Evoluzione demografica
Abitanti censiti